# Gajec
Gajec (niem. Neuendorf) – wieś sołecka w Polsce położona w województwie lubuskim, w powiecie słubickim, w gminie Rzepin.
Miejscowość położona jest na drodze powiatowej Nowe Biskupice – Rzepin, która do lat 70. była drogą międzynarodową E8.

## Historia
W XVI wieku wieś należała do hrabiny Katarzyny, żony Jana Hohenzollerna (inaczej Hansa von Küstrin lub Jan z Kostrzyna). Miała początkowo charakter folwarku, co znajduje odzwierciedlenie w jej niemieckiej nazwie (Neuendorf). We wsi dwór, zbudowany w XVIII wieku jako dworek myśliwski, jego ruiny stały jeszcze w latach 90. XX w. W roku 1939 wieś liczyła 267 mieszkańców, podobna liczba mieszkańców utrzymuje się do dzisiaj. We wsi znajduje się kamienny kościół (obecnie pw. Świętej Rodziny, parafia Rzepin), zbudowany około roku 1800, dawniej od strony zachodniej posiadał on drewnianą wieżę dzwonniczą.
W latach 1975–1998 miejscowość administracyjnie należała do województwa gorzowskiego.
W miejscowości działało państwowe gospodarstwo rolne – Zakład Rolny w Gajcu wschodzący w skład Lubuskiego Kombinatu Rolnego w Rzepin.

## Przyroda
Otoczenie wsi stanowią od strony północnej pola uprawne, a od strony południowej rozległe obszary leśne Puszczy Rzepińskiej - prawie wyłącznie monokultury sosnowe.
Kilka kilometrów na południe od wsi znajduje się grupa jezior polodowcowych: Oczko, Głębiniec, Papienko. Nad jez. Papienko utworzono rezerwat przyrody chroniący cenną roślinność torfowiskową, rośnie tam m.in. rzadki gatunek storczyka wątlik błotny Hammarbya paludosa. Kilka kilometrów na północny zachód od wsi znajduje się kolejny rezerwat torfowiskowy "Torfowiska Sułowskie", w którym występuje m.in. roślina owadożerna aldrowanda pęcherzykowata Aldrovanda vesiculosa. W okolicy wsi znajduje się też kilka użytków ekologicznych, chroniących tereny podmokłe.

## Atrakcje turystyczne
- po południowej stronie szosy przechodzącej przez wieś znajdują się zaniedbane resztki przedwojennego cmentarza,
- nieopodal cmentarza w wyrobisku leży głaz narzutowy o obwodzie 11,5 m i wysokości 2 m,
- kościół Świętej Rodziny z około 1800.